# 庁用車 (陸上自衛隊用)
庁用車（陸上自衛隊用）（ちょうようしゃ）は、陸上自衛隊の装備。正式名称は「庁用車」であるが、他との混同を避けるため、「庁用車（陸上自衛隊用）」として紹介する。車種は一般的なセダン型車両もしくはステーションワゴン・RV車もしくは軽乗用車。

## 諸元
採用車種による

## 概要
業務車の各車及び乗用車は「訓令・達」などで明確に諸元などを示し用途も指定しているが、2003年（平成15年）度以降専属・兼職運転手を必要とする官用車の削減の試行及び車種を従来のセダン型から小型車・軽自動車への移行に伴う処置により、導入されている車両全般を庁用車と称して調達している。主として補給処・職種学校・業務隊や会計隊等での各種業務等で使用するために採用されている車両でもある。セダン型車両は乗用車・業務車以外で幹部などの業務用として特定の幹部職に制限をせずに幹部職員で共通運用する目的、ステーションワゴンは曹士の送迎や各種業務、RV車は演習場管理などで、軽自動車は近距離での各種業務での運用となっている。

## 特徴
- 外見からの市販車との違いはほぼない。ナンバープレートも自衛隊独自のナンバープレート（〇〇-〇〇〇〇の6桁）は装着せず、一般車のナンバープレートと同じ形式のものを装着する。
- 車体に取り付けられる物品番号、取得、製造番号などが示してある銘板には、セダン型車両・ステーションワゴンに「庁用乗用車（低公害車）」、RV車や軽自動車には「庁用自動車」と表記してある。
- 塗装色はセダン型車両若しくはステーションワゴンを黒、それ以外の車両は黒若しくは白を基準、グレーなどの目立ちにくい色も採用している。
- 業務車1号として採用されているステーションワゴンの車種で一般のナンバープレートを装着し、勤務時間中に制服・迷彩服等を着用している隊員等が複数名乗車している車両は庁用車として確認ができる。
- 普通車教習用車両の一部は庁用車として採用される場合もある。

## 運用
主として総監部・職種学校・補給処駐屯地業務隊・会計隊・警務隊などにおいて、各種業務・隊員や職員の送迎等で運用されている。一般の乗用車と同じな為に区別はつかない事から、警務隊では捜査用として使用する場合もある。

## ギャラリー

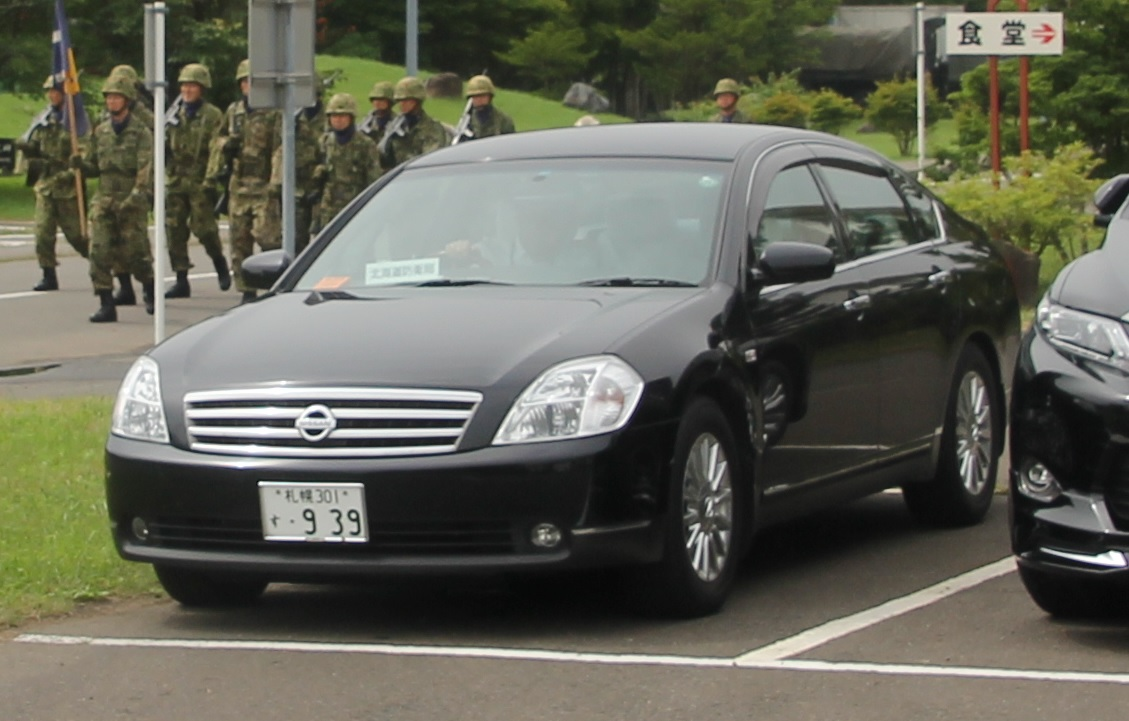
庁用車として採用された日産・ティアナ